# Aingeray
Aingeray – miejscowość i gmina we Francji, w regionie Grand Est, w departamencie Meurthe i Mozela.
Według danych na rok 1990 gminę zamieszkiwało 585 osób, a gęstość zaludnienia wynosiła 46 osób/km² (wśród 2335 gmin Lotaryngii Aingeray plasuje się na 542. miejscu pod względem liczby ludności, natomiast pod względem powierzchni na miejscu 438.).

## Populacja

Populacja Aingeray w latach 1962–2008